# Danemark au Concours Eurovision de la chanson 2025
Le Danemark est l'un des trente-sept pays participants du Concours Eurovision de la chanson 2025, qui se tient du 13 au 17 mai 2025 à Bâle en Suisse.

Le pays est représenté par Sissal, avec sa chanson Hallucination.

## Sélection
Le Danemark confirme sa participation au Concours le 6 mai 2024. Le représentant et sa chansons seront sélectionnés, comme chaque année, au moyen du Dansk Melodi Grand Prix (DMGP). Il s'agit de la cinquante-cinquième édition de l'émission.

### Format
Huit chansons s'affrontent en une soirée, dont les résultats seront déterminés en deux tours. À l'issue du premier tour, trois finalistes sont qualifiés par les votes du public, ouverts dans un premier temps pendant les cinq jours précédant la finale, puis durant la finale. Lors du second tour, les résultats sont déterminés à parts égale par le public danois et par les votes d'un jury de vingt professionnels, dix danois et dix internationaux.
Contrairement à chaque édition du DMGP depuis 2020, il n'y a pas d'orchestre présent sur le plateau.

### Participants
Les artistes intéressés pouvaient postuler entre le 16 septembre et le 27 octobre 2024. La liste des participants est révélée par DR le 6 février 2025, lors d'une conférence de presse tenue à la salle symphonique de Copenhague. 
| Artiste         | Titre                    | Langue  | Auteur(s)                                                                                      |
| --------------- | ------------------------ | ------- | ---------------------------------------------------------------------------------------------- |
| Maria Mathea    | Air                      | Anglais | Maria Mathea, Emil Lei, Julie Aagaard                                                          |
| Hervé Toure     | Allez Allez              | Danois  | Hervé Toure, Jakob Groth, Christian Juncker                                                    |
| Sissal          | Hallucination            | Anglais | Malthe Johansen, Chris Chordz, Line Spangsberg, Marcus Winther-John, Linnea Deb, Melanie Wehbe |
| Andreas Kruse   | Hear My Prayer           | Anglais | Andreas Kruse, Linda Dale, Malthe August, Rasmus ’Majalle’ Olsen                               |
| Mariya          | I Belong To Me           | Anglais | Mariya, Julie Aagaard, Jimmy Joker Thornfeldt, Dino Medanhodzic                                |
| Tim Schou       | Proud                    | Anglais | Tim Schou, Joachim Ersgaard, Benjamin Rosenbohm, Emil Lei                                      |
| Max Ulver       | Supernova                | Anglais | Max Ulver, Remee, Frederik Nordsø, Fridolin Nordsø                                             |
| Adel The Second | The Unluckiest Boy Alive | Anglais | Oliver M. Adelborg, Søren Christensen                                                          |

### Finale
La finale est diffusée le samedi 1er mars 2025 sur DR1. Elle est présentée par Sarah Bro et Stéphanie Surrugue.
Entre le lundi 24 et le vendredi 28 février, le public pouvait voter gratuitement pour le premier tour au moyen d'une appli, à raison d'un vote par participant. Les votes ont ensuite repris lors de la finale, à la fois via l'application et par SMS. Les trois chansons plébiscitées par le public étaient qualifiées pour le second tour.

Lors du second tour, les votes du public sont réinitialisés. Les résultats sont donc déterminés à la fois par le public, toujours au moyens de votes par SMS ou via l'application, et par un jury de vingt professionnels.
- Chanson qualifiée pour le second tour
- Première place
- Deuxième place
- Troisième place

| Ordre | Artiste         | Titre                    | Résultat  |
| ----- | --------------- | ------------------------ | --------- |
| 1     | Mariya          | I Belong To Me           | Éliminée  |
| 2     | Tim Schou       | Proud                    | Qualifié  |
| 3     | Max Ulver       | Supernova                | Éliminé   |
| 4     | Hervé Toure     | Allez Allez              | Éliminé   |
| 5     | Maria Mathea    | Air                      | Éliminée  |
| 6     | Adel The Second | The Unluckiest Boy Alive | Qualifié  |
| 7     | Sissal          | Hallucination            | Qualifiée |
| 8     | Andreas Kruse   | Hear My Prayer           | Éliminé   |

| Ordre | Artiste         | Titre                    | Votes      | Votes        | Place |
| Ordre | Artiste         | Titre                    | Jury (50%) | Public (50%) | Place |
| ----- | --------------- | ------------------------ | ---------- | ------------ | ----- |
| 1     | Tim Schou       | Proud                    | 14%        | 23%          | 37%   |
| 2     | Adel The Second | The Unluckiest Boy Alive | 16%        | 9%           | 25%   |
| 3     | Sissal          | Hallucination            | 20%        | 18%          | 38%   |

| Membres du jury |
| --- |
| Jury national - Carsten Helmig Nilsson - Clara Amalie Christiansen - Jacob Mejer Nielsen - Jesper Mejlvang - Lise Hvid Bach - Michael Hammerbo - Mike Paudi - Simon Falk - Thomas Andreasen - Tine Lesner Jury international - Albanie : Andri Xhahu - Belgique : Wim Dehandschutter - Espagne : Adrián Valiente - Finlande : Anni Lavi - Grèce : Maria Kozakou - Portugal : Nina Pinto - Royaume-Uni : Callum Rowe - Serbie : Milica Fajgelj - Suède : Lizbet Brittsten - Suisse : Michel Imhof |

C'est donc Sissal qui l'emporte ; elle représente donc le Danemark à l'Eurovision avec sa chanson Hallucination.

## À l'Eurovision
Le Danemark participe à la seconde moitié de la seconde demi-finale du jeudi 15 mai 2025. Le pays se qualifie pour la finale, une première depuis 2019, finissant 8e avec 61 points. Lors de la finale du 17 mai, le Danemark termine 23e avec 47 points.

### Retransmission
Les trois soirées sont retransmises sur la chaîne DR1, et sont commentées par Ole Tøpholm. Le diffuseur féroïen KvF obtient également les droits de diffusion du Concours, et diffuse lui aussi toutes les soirées, avec les commentaires de Gunnar Nolsøe,.
Sur DR, la finale réunit 720 000 téléspectateurs.

### Votes
Les cinq membres du jury danois sont:
- Anders Ugilt Andersen, animateur de radio;
- Peter Düring, batteur;
- Katrine Muff Enevoldsen, compositrice et musicienne;
- Mads Enggaard Jørgensen, producteur;
- Anne Dorte Michelsen, musicienne.

C'est l'animatrice de télévision Sara Bro qui leur sert de porte-parole lors de la finale.

#### Points attribués au Danemark
Finale
| 12 points    | 10 points           | 8 points | 7 points | 6 points | 5 points | 4 points  | 3 points | 2 points | 1 point  |
| ------------ | ------------------- | -------- | -------- | -------- | -------- | --------- | -------- | -------- | -------- |
| Vote du jury |                     |          |          |          |          |           |          |          |          |
|              | Géorgie Royaume-Uni | Autriche | Italie   |          | Serbie   | Australie |          |          | Tchéquie |
| Télévote     |                     |          |          |          |          |           |          |          |          |
|              |                     |          |          |          |          |           |          | Islande  |          |